# Città di Hawkesbury
La città di Hawkesbury è una local government area che si trova nel Nuovo Galles del Sud. Essa si estende su una superficie di 2.776 chilometri quadrati e ha una popolazione di 62.353 abitanti. La sede del consiglio si trova a Windsor.